# Sanford Stadium
Das Sanford Stadium (voller Name: Dooley Field at Sanford Stadium) ist ein College-Footballs-Stadion auf dem Campus der University of Georgia in der US-amerikanischen Stadt Athens im Bundesstaat Georgia. Es ist die Heimspielstätte des College-Football-Teams der Georgia Bulldogs, das in der NCAA organisiert ist. Das Stadion hat eine Zuschauerkapazität von 92.746 und ist damit das zehntgrößte Stadion der NCAA. Seit der Eröffnung 1929 ist das Spielfeld auf beiden Seiten von Ligustersträuchern umgeben, daher wird oftmals gesagt, man spielt „zwischen den Hecken“ (englisch „Between the Hedges“).

## Geschichte
Steadman Vincent Sanford, nach dem das Stadion benannt ist, kam 1903 als Englischlehrer zur University of Georgia. Später vertrat er den Lehrkörper im Sportausschuss und wurde schließlich zum Präsidenten der Universität und Kanzler des gesamten Universitätssystems. 1911 veranlasste er, dass die Spielstätte der Football-Mannschaft auf eine zentrale Stelle auf dem Campus verschoben wurde, die nach ihm Sanford Field benannt wurde.
In den frühen Jahren spielte die UGA einige kontroverse Spiele gegen den Rivalen Georgia Tech. Da ihre Spielstätte Grant Field tausende von Zuschauern aufnehmen konnte, wurden die Spiele fast ausschließlich im Stadion von Georgia Tech gespielt. Als die UGA 1927 unbesiegt (mit einer Siegesquote von 9:0) zu Georgia Tech reisten und das Spiel mit 12:0 verloren, wurde beschlossen ein neues Heimstadion zu bauen, um somit das Derby alle zwei Jahre in Athens zu spielen.
Zur Finanzierung des Stadionbaus wurden Bankdarlehen an die Mitglieder des Sportverbandes vergeben. Die Darlehensgeber erhielten lebenslange Dauerplätze. Die Aktion war äußerst erfolgreich und 1928 hatte man so ein Darlehen in der Höhe von 150.000 US-Dollar von Fans und Ehemaligen zusammen. So wurde noch 1928 mit dem Bau begonnen, der insgesamt 360.000 US-Dollar kostete. Das Stadion mit einer Kapazität von 30.000 wurde zu einem Großteil durch Sträflingsarbeit gebaut, wie viele öffentlichen Bauvorhaben der damaligen Zeit.
Am 12. Oktober 1929 fand das erste Spiel im Stadion bei der Eröffnung statt. Die Georgia Bulldogs besiegten die Yale Bulldogs mit 15:0. Mit der Partie gegen die Kentucky Wildcats am 26. Oktober 1940 wurde das erste Spiel im Stadion unter Flutlicht ausgetragen.
1996 war das Sanford Stadium Austragungsort der Halbfinalspiele, der Spiele um den dritten Platz und der Endspiele der beiden olympischen Fußballturniere.
Bis heute gab es zahlreiche Stadionerweiterungen (zuletzt 2004), welche die Zuschauerkapazität auf die heutigen 92.746 erhöhte. Im Herbst 2008 gab es Pläne, die Kapazität um weitere 9.000 Plätze zu erhöhen.
Das Stadion wird für 68,5 Mio. US-Dollar renoviert, nachdem der Vorstand des College eine Reihe von Verbesserungen genehmigt hat. Der Umbau soll in zwei Phasen ablaufen. Die Georgia Bulldogs können ihre Heimspielstätte auch während der Modernisierung nutzen. Die erste Phase beinhaltet u. a. den Bau eines neuen Verbindungspunkts an der Gillis Bridge, um Fans den Zugang zum Stadion zu erleichtern. Des Weiteren soll ein Platz (Plaza) errichtet werden. Der Bereich der Logen 100 soll vergrößert sowie die Toilettenanlagen saniert werden. In der zweiten Phase ist die Erweiterung der südwestlichen Ecke geplant. Dazu gehören ein neuer Pressebereich, sechs Premium-Suiten und die Erhöhung der Anzahl der Toiletten im Bereich der Logen 300. Der alte Pressebereich wird mit weiteren Premium-Sitzen belegt. Die Renovierung finanziert die University of Georgia Athletic Association. Der Umbau soll 2023 beginnen und 2024 abgeschlossen werden.